# Sándor László Barabás
Sándor László Barabás (* 21. Oktober 1992 in Gheorgheni) ist ein ehemaliger rumänischer Eishockeyspieler und heutiger Trainer, der zuletzt bis 2021 beim Gyergyói HK in der rumänischen Eishockeyliga und der Ersten Liga gespielt hat. Seit 2022 ist er Trainer der rumänischen Frauennationalmannschaft.

## Karriere

### Club
Sándor László Barabás, der der ungarischsprachigen Minderheit der Szekler in Rumänien angehört, begann seine Karriere beim Debreceni HK in Ungarn, für den er in ungarischen Nachwuchsligen und in der zweiten ungarischen Liga spielte. 2013 kehrte er in seine Geburtsstadt zurück, wo er eine Spielzeit für den CS Progym Gheorgheni in der rumänischen Eishockeyliga spielte. Nachdem er von Sommer 2014 bis Dezember 2015 erneut in Debrecen – diesmal in der multinationalen MOL Liga – auf dem Eis stand, spielte er 2015 bis 2018 wieder für Progym Gheorgheni. Von 2018 bis 2021 spielte er für den Gyergyói HK sowohl in der rumänischen Liga, als auch in der Ersten Liga. Anschließend beendete er seine Karriere.

### International
Barabás spielt international im Gegensatz zu anderen Szeklern, die für Ungarn antreten, für sein Geburtsland Rumänien. Im Juniorenbereich nahm er an den U20-Weltmeisterschaften 2011 in der Division II teil.
Sein Debüt in der Herren-Nationalmannschaft gab Barabás bei der Weltmeisterschaft 2017 in der Division II und erreichte dort den Aufstieg in die Division I.

## Trainer
Seit 2022 ist Barabás Cheftrainer der rumänischen Frauennationalmannschaft, die er erstmals bei der Weltmeisterschaft 2023 in der Division III betreute.

## Erfolge
- 2017 Aufstieg in die Division I, Gruppe B, bei der Weltmeisterschaft der Division II, Gruppe A

## MOL/Erste Liga-Liga-Statistik
(Stand: Ende der Saison 2020/21)